# They-sous-Montfort
They-sous-Montfort is een gemeente in het Franse departement Vosges (regio Grand Est) en telt 166 inwoners (2006). Haar inwoners worden Thioux genoemd. De plaats maakt deel uit van het arrondissement Neufchâteau.

## Geografie
De oppervlakte van They-sous-Montfort bedraagt 10,5 km², de bevolkingsdichtheid is 15,8 inwoners per km².
De onderstaande kaart toont de ligging van They-sous-Montfort met de belangrijkste infrastructuur en aangrenzende gemeenten.

## Demografie
Onderstaande figuur toont het verloop van het inwonertal (bron: INSEE-tellingen).